# Podgorica pri Črnučah
Podgorica pri Črnučah (domače Pódgarca, v Pódgarci, pódgarški, Pódgarčani).
Podgorica je obmestno naselje v Ljubljani, ki leži med cesto Ljubljana–Domžale ter gozdnatim Podgarškim (Soteškim) hribom. Na južnem delu jo od Šentjakoba loči Zasavska cesta, na vzhodu poteka avtocesta Ljubljana–Celje, cesta proti Pšati in reaktorju na Brinju. Naselje je s središčem Ljubljane skozi ves teden povezano z mestno avtobusno linijo št. 12D.

## Zgodovina
Arheološke raziskave iz začetka 21. stoletja so pokazale, da območje Podgorice s širšo okolico zaznamujejo sledi iz skoraj vseh zgodovinskih obdobij človeške poselitve. Najstarejše najdbe datirajo v starejšo kameno dobo, se nadaljujejo preko kovinskih dob vse do starejše železne dobe. Ostanki paleolitskih orodij izvirajo iz časov 9.000 do 11.000 pr. n. št.  Med 12. in 9. stoletjem pr. n. št. je na lokaciji gornje Podgorice in Dragomlja obstajalo živahno neutrjeno naselje, skozi katerega je tedaj tekla reka Pšata; od naselja so se ohranili ostanki desetih hiš , na obrobju pa ostanki livarske in lončarske delavnice. Po opustitvi naselja so v starejši železni dobi (v 7. stoletju  pr. n. št.) teren uporabili kot žarno grobišče, pri čemer sta se ohranili dve kamniti ploščadi. Po daljši prekinitvi, ko je bilo to območje neposeljeno, pa se najdbe iz pozne  antike (Konstantinov novec, bronasta tehtnica in odlomki lončenine) nadaljujejo v zgodnjeslovanski srednji vek, iz katerega so se ohranili ostanki zemljanke, ki jo radiokarbonska datacija oglja umešča v drugo polovico 6. stoletja ali prvo polovico 7. stoletja.
Bližnja okolica Podgorice (Pšata, Dragomelj) se tudi v srednjeveških listinah omenja že zelo zgodaj -  prva znana omembe Podgorice je iz listine Ulrika III. Spanheima z dne 1.11.1260, s katero je gospod Spanheimski  samostanu v Bistri podaril več hub, med drugim tudi hube iz Podgorice. 11. Novembra 1300 pa je Konrad Gallenberški nekemu Otu Podgoriškemu (dem Ottelein von Podgorizc/Pedgericz) in njegovi ženi Katarini za sedem in pol oglejskih mark prodal v fevd zemljišče v Nadgorici. iz 22. marca 1304 pa je ohranjeno poročilo, da je Kunigunda Wuntscher iz Podgorice ob vstopu svoje hčere Helenice (Helch) samostanu v Mekinjah darovala dve zemljišči, od tega eno v Podgorici, na tem zemljišču pa je imel užitek neki Janž Zupanec (Jans Supanez), ki je moral za Helenico samostanu vsakoletno plačati za novo samostansko obleko. Priimka Wuntscher in Zupanec spadata med zgodnja pričevanja o slovenskih priimkih. Priimki v slovenskih deželah so namreč nastajali v glavnem od 15. in 16. stoletja naprej. Podgorica je imela svojo cerkev v Šentjakobu, ki se je prav tako že zgodaj razvil v samostojno naselje. Vsaj kapela, če ne cerkev je stala že leta 1526, ko so Šentjakob, Podgorico in Sotesko napadli roparski Turki.  Gradišče, vrh na Podgoriškem hribu (ki ima tudi manj poznano ime Pimperk) je bil v starih časih grad, vendar se od njega ni skoraj ohranilo nič, razen od ostankov poti, ki vodijo prosti vrhu, v začetku 19. stoletja pa naj bi krajani tamkaj našli težke kamnite krogle.
Podgorica je bila v 19. stoletju in velik del 20. stoletja kmetijsko območje- z vzponom Ljubljane se je v tem naselju pričel večati trg odjemalcev za kmetijske izdelke- tako so med drugim hodili prodajat borovnice.  Že pred letom 1800 se je poleg gostilničarstva razcvetela tudi slamnikarska obrt, tako da so skoraj pri vsaki hiši pletli kite in slamnike, zato je leta 1867, ko je v Domžalah pričela obratovati slamnikarska manufaktura, podgoriško gospodarstvo doživelo hud udarec  Že v časih slamnikarske obrti so župljani šentjakobske fare sloveli po alkoholizmu in tudi leta 1925, se župnijska kronika zaskrbljeno ozira na edino obrt v fari- namreč na kar osem gostiln. Ob koncu 19. stoletja je imela Podgorica 60 hiš, v katerih je živelo manj kot 400 prebivalcev- komaj kaj drugače je bilo leta 1931, ko je imela Podgorica 372 prebivalcev.  V letih okrog 1930 se je kmečko gospodarstvo šentjakobske fare skoraj povsem preusmerilo na ljubljanski trg- zaradi česar so si prebivalci v primerjavi z mnogimi drugimi kraji lahko privoščili večjo zanemarjenost svojih sadovnjakov in hlevov, po drugi strani pa zaradi ljubljanskega trga slamnikarska obrt ni povsem zamrla, manj kot 10 % prebivalstva pa se je ukvarjalo tudi s pletarstvom. Po drugi strani pa se je vse več ljudi iz teh krajev že tedaj odpravljalo na delo v ljubljanske tovarne. 20. Julija 1924 je bilo v Podgorici ustanovljeno tudi gasilsko društvo. V prvih letih so si gasilci lahko privoščili le osnovno ordoje, leta 1927 pa so si že lahko kupili motorno črpalko znamke Renault, kar je bilo za tiste čase veliko, saj so postavili nekakšen rekord v sestavu gasilstva v okolici Ljubljane. leta 1930 so dokončali tudi prvi gasilski dom. V času druge svetovne vojne se je tudi prebivalstvo Podgorice razdelilo na propartizanski in protipartizanski del. Na Ocvirkovi ulici še danes stoji spomenik v počastitev Narodno-osvobodilnega  boja.   

## Podgorica danes
Podgorica je danes del mesta Ljubljane. Po drugi svetovni vojni so se zaradi bližine glavnega mesta in zaradi boljših možnosti za zaposlitev v naselje pričeli seliti ljudje iz različnih koncev Slovenije in celo iz nekdanje Jugoslavije. V sami vasi je bila leta 1948 odprta tovarna Belinka, ki se je tedaj ukvarjala izključno s proizvodnjo vodikovega peroksida, tej proizvodnji so leta 1968 dodali program lesnih premazov,  postopoma se je razvilo podjetje, ki še danes sodi v sam vrh evropske kemične industrije. V tem podjetju se je zaposlilo veliko ljudi iz Podgorice, Šentjakoba in ostalih okoliških krajev. Belinka je v kraju postavila manjše kopališče, ki je poleti odprto za kopanje. Podjetje je v začetku devetdesetih let i izgubo balkanskih trgov uspešno nadomestilo z zahodnimi trgi, obenem pa je podjetje Belinka izpeljala komunikacijski program z okoliškimi naselji, zaradi česar je uspela javno mnenje pridobiti na svojo stran. Belinka je leta 1997 prevzela dve kemični tovarni, leta 2007 pa je sama postala del skupine Helios.  Tovarna Belinka večkrat sofinancira prostovoljno gasilsko društvo. V sedemdesetih letih je vodstvo gasilskega društva opazilo, da je zaradi dotrajanega doma članom, posebej pa še mladini, upadla volja do dela, zaradi česar so do leta 1984 zgradili novi gasilski dom, obenem pa istega leta kupili tudi avtocisterno TAM 130. Na Podgoriškem hribu je bila za časa Jugoslavije nastanjena enota protiletalske obrambe, sedaj pa ima te objekte v upravi Slovenska vojska. Podgorica je danes tipično primestno naselje, kjer kmetijstvo že dolgo ne igra več vodilne vloge. Podgorica še naprej ostaja tesno povezana s Šentjakobom- med tem, ko se v Podgorici nahajajo Gasilski dom, trgovina Mercator, tovarna Belinka in njeno kopališče s športnim igriščem, se v Šentjakobu nahaja skupna cerkev Sv. Jakoba, župnijski kulturni dom in sedež volilnega okraja, zaradi česar obe naselji šele skupaj oblikujeta celoto.

## Mitološko izročilo šentjakobske župnije
Med prebivalci šentjakobske župnije so se ohranile pripovedi o Hudi dolini, ki leži pod Gradiščem zraven Soteske, in v kateri rado straši. V poznem 19. stoletju je bilo to izročilo še živo in ena pripoved pravi, da se nočnemu popotniku, ki hodi po Hudi dolini, lahko pridruži nočni kočijaž z dvema lepima konjema, ga povabi na voz, čez nekaj časa pa izgine in se pogrezne, pustivši potnika samega na cesti. Druga pripoved pravi, da so nekateri v Hudi dolini videli sedeti štiri može, ki so si medsebojno segali v roke.